# Festivals Tour (gira de Rammstein)
Festivals Tour o 2016/2017 Tour fue la séptima gira de la banda de metal industrial alemana Rammstein. La gira contó con 43 conciertos, el primero el 2 de junio de 2016 en Monza, Italia y el último el 2 de enero de 2019 en Puerto Vallarta, México.

## Historia
En noviembre de 2015, Rammstein anunció que encabezaría una serie de festivales internacionales en verano de 2016. A principios de 2016 se fueron confirmando más conciertos. El espectáculo en Wrocław fue anunciado excepcionalmente por los organizadores. En abril de 2016 anunciaron dos shows en Berlín, pero debido a la inmensa demanda la banda confirmó un show adicional en Berlín. En mayo de 2016 Rammstein confirmó sus shows en Sudamérica.
Antes de que comenzara la gira, Rammstein realizó cuatro conciertos de ensayo. Dos de los shows fueron secretos, solo disponibles para amigos y familiares y se celebraron los días 18 y 25 de mayo. Los otros dos tuvieron lugar en el Black Box Music de Berlín los días 26 y 28 de mayo.
A finales de noviembre de 2016, Rammstein anunció que realizaría más conciertos en festivales en el verano de 2017.
Después de que las entradas para los conciertos de Praga y Nîmes se agotaran en pocos días, Rammstein anunció que harían más conciertos en Nîmes y Praga (una fecha extra para Praga y dos para Nîmes).
La gira fue también el primer concierto en Islandia desde 2001. Los teloneros en Chicago fueron 3Teeth, en Dallas Hellyeah y en Las Vegas Korn y Stone Sour.

## New Year's Eve 2019
Después de 2 años de giras por festivales, Rammstein anunciaba que cerraría el año 2018 en Puerto Vallarta, México con shows exclusivos de dos noches, la primera el 31 de diciembre y la segunda el 2 de enero. Después de Stripped, Till hizo una cuenta atrás para anunciar el nuevo año y se dispararon fuegos artificiales. Ambos conciertos se llevaron a cabo en Explanada Flamingos, en la Zona Hotelera.